# Górkowski Las
Górkowski Las este o arie protejată (sit de importanță comunitară — SCI) din Polonia întinsă pe o suprafață de 99,3 ha, integral pe uscat.

## Localizare
Centrul sitului Górkowski Las este situat la coordonatele 54°39′41″N 17°33′57″E / 54.6613°N 17.5659°E.

## Înființare
Situl Górkowski Las a fost declarat sit de importanță comunitară în august 2007 pentru a proteja un număr necunoscut de specii din flora spontană și fauna sălbatică aflate în arealul zonei.

## Biodiversitate
Situată în ecoregiunea continentală, aria protejată conține 1 habitat natural: Mlaștini împădurite.
La baza desemnării sitului se află un număr nedeclarat de specii protejate.